# Bầu cử tổng thống Hoa Kỳ 1816
Cuộc bầu cử tổng thống Hoa Kỳ năm 1816 là cuộc bầu cử 4 năm một lần thứ tám. Nó được tổ chức từ ngày 1 tháng 11 đến ngày 4 tháng 12 năm 1816. Trong là cuộc bầu cử đầu tiên sau khi Chiến tranh 1812 kết thúc, ứng cử viên Đảng Dân chủ Cộng hòa James Monroe đã đánh bại Rufus King của Đảng Liên bang. Đây là cuộc bầu cử cuối cùng mà Đảng Liên bang chọn ứng cử viên tổng thống.
Khi Tổng thống James Madison quyết định nghỉ hưu sau hai nhiệm kỳ, đảng Dân chủ Cộng hòa đã tổ chức phiên họp kín của quốc hội vào tháng 3 năm 1816. Với sự ủng hộ của Madison và cựu Tổng thống Thomas Jefferson, Ngoại trưởng Monroe đã đánh bại Bộ trưởng Chiến tranh William H. Crawford để giành được đề cử tổng thống của đảng mình. Thống đốc Daniel D. Tompkins của New York đã giành được đề cử phó tổng thống của Đảng Dân chủ Cộng hòa, tiếp tục truyền thống của đảng là cân bằng giữa một ứng cử viên tổng thống từ Virginia với một ứng cử viên phó tổng thống từ New York hoặc New England. Những người theo chủ nghĩa Liên bang không chính thức đề cử liên danh tranh cử, nhưng Thượng nghị sĩ King của New York đã nổi lên như một ứng cử viên Đảng Liên bang trên thực tế.
Bốn năm trước, nền chính trị Hoa Kỳ bị chi phối bởiChiến tranh năm 1812. Kết quả là một nền hòa bình mới được thiết lập đã làm hài lòng người dân Mỹ, và đảng Dân chủ Cộng hòa đã nhận được tín nhiệm vì kết quả này. Những người theo chủ nghĩa Liên bang bị mất uy tín do đã phản đối chiến tranh và bởi những lời hùng biện cấp tiến từ những người Liên bang New England tại Công ước Hartford. Ngoài ra, Tổng thống Madison đã áp dụng một số biện pháp nhất định được những người Liên bang ủng hộ, bao gồm thành lập ngân hàng quốc gia và thuế quan bảo hộ. Người Liên bang có rất ít chiến dịch tranh cử, và Monroe dễ dàng giành được phiếu Đại cử tri đoàn của trong số 19 bang.

## Đề cử

### Đề cử của Đảng Dân chủ Cộng hoà
| Đề cử của Đảng Dân chủ-Cộng hòa, 1816        |                                         |
| James Monroe                                 | Daniel D. Tompkins                      |
| cho tổng thống                               | cho phó tổng thống                      |
|                                              |                                         |
| Bộ trưởng Chiến tranh Hoa Kỳ thứ 8 1814-1815 | Thống đốc thứ tư của New York 1807-1817 |
| Chiến dịch                                   |                                         |

James Monroe là ứng cử viên được cho là phù hợp nhất bởi cả cựu Tổng thống Jefferson và Tổng thống sắp nghỉ hưu Madison. Tuy nhiên, Monroe phải đối mặt với sự cạnh tranh gay gắt từ Bộ trưởng Chiến tranh William H. Crawford của Georgia. Ngoài ra, một tâm lý phổ biến, đặc biệt là ở New York, rằng đã đến lúc kết thúc triều đại Virginia của các tổng thống, dẫn đến việc Daniel D. Tompkins và Simon Snyder, thống đốc của New York và Pennsylvania, đã xem xét để tranh cử. Nhưng bề dày thành tích phục vụ trong và ngoài nước của Monroe đã khiến ông trở thành ứng cử viên phù hợp để kế nhiệm Madison. Crawford chưa bao giờ chính thức tuyên bố mình là ứng cử viên, bởi vì ông tin rằng ông có ít cơ hội chống lại Monroe và sợ nếu làm như vậy thì có thể khiến ông mất một vị trí trong nội các mới. Tompkins và Snyder nhận ra rằng họ thậm chí còn ít có cơ hội đánh bại Monroe để được đề cử, và thay vào đó họ đã xác định mình để tranh cử chức phó tổng thống. Tuy nhiên, những người ủng hộ Crawford đã đặt ra một thách thức đáng kể cho Monroe.
Vào tháng 3 năm 1816, các nghị sĩ Đảng Dân chủ Cộng hòa họp kín và đề cử Monroe làm Tổng thống và Tompkins cho Phó Tổng thống. Monroe đánh bại Crawford để được đề cử với số phiếu từ 65 với 54, trong khi Tompkins đánh bại Snyder với tỷ lệ lớn hơn từ 85 với 30.

### Đề cử của Đảng Liên bang
| Đề cử trên thực tế của Đảng Liên bang, 1808 |                                          |
| Rufus King                                  | John E. Howard                           |
| cho tổng thống                              | cho phó tổng thống                       |
| 200x200px[liên kết hỏng]                    | không khung                              |
| Cựu Đại sứ Hoa Kỳ tại Anh 1796-1803         | Cựu Thượng nghị sĩ từ Maryland 1796-1803 |
| Chiến dịch                                  |                                          |

Với hy vọng đoàn kết với những người Dân chủ Cộng hòa bất mãn, như họ đã làm trong cuộc bầu cử trước, những người Liên bang ban đầu dự định tổ chức cuộc họp kín đề cử của quốc hội sau cuộc bầu cử của đảng Dân chủ Cộng hòa. Khi chiến tranh kết thúc và Monroe trở thành ứng cử viên đảng Dân chủ Cộng hoà, những người Liên bang từ bỏ hy vọng về một đề cử đa đảng, làm họ mất tinh thần, khiến đảng Liên bang không thể chính thức đề cử một ứng cử viên. Thượng nghị sĩ Rufus King của New York, người từng là ứng cử viên phó tổng thống năm 1804 và 1808 của đảng, và người đã được một phe bất đồng chính kiến của đảng đề cử làm tổng thống vào năm 1812, cuối cùng đã trở thành ứng cử viên theo chủ nghĩa Liên bang trên thực tế. Một số đảng viên Liên bang sẽ nhận được phiếu đại cử tri cho vị trí phó tổng thống, trong đó cựu Thượng nghị sĩ John Eager Howard của Maryland nhận được nhiều phiếu bầu nhất.

## Tổng tuyển cử

### Tranh chấp kết quả tại Indiana
Ngày 12 tháng 2 năm 1817, Hạ viện và Thượng viện tổ chức phiên họp chung để kiểm phiếu đại cử tri cho tổng thống và phó tổng thống. Việc đếm phiếu được tiến hành mà không có sự cố cho đến khi tiểu bang cuối cùng được đếm, Indiana. Tại thời điểm đó, Dân biểu John W. Taylor của New York đã phản đối việc kiểm phiếu của Indiana. Ông cho rằng Quốc hội đã thừa nhận địa vị bang Indiana trong một nghị quyết chung vào ngày 11 tháng 12 năm 1816, trong khi các lá phiếu của Cử tri đoàn đã được bỏ vào ngày 4 tháng 12 năm 1816. Ông tuyên bố rằng vào thời điểm bỏ phiếu, chỉ có Lãnh thổ Indiana, không phải Tiểu bang Indiana. Các dân biểu khác mâu thuẫn với Taylor, khẳng định rằng nghị quyết chung chỉ công nhận rằng Indiana đã gia nhập Liên minh bằng cách thành lập chính phủ và hiến pháp tiểu bang vào ngày 29 tháng 6 năm 1816. Các đại diện này chỉ ra rằng cả Hạ viện và Thượng viện đều có các thành viên từ Indiana đã được bầu trước khi có nghị quyết chung, điều này sẽ vi hiến nếu Indiana không phải là một tiểu bang vào thời điểm bầu cử của họ. Dân biểu Samuel D. Ingham sau đó đã đề nghị chuyển câu hỏi của Taylor vô thời hạn. Hạ viện gần như nhất trí, và Thượng viện trở lại để kiểm phiếu đại cử tri từ Indiana. Vấn đề này không ảnh hưởng đến kết quả cuối cùng.

### Kết quả

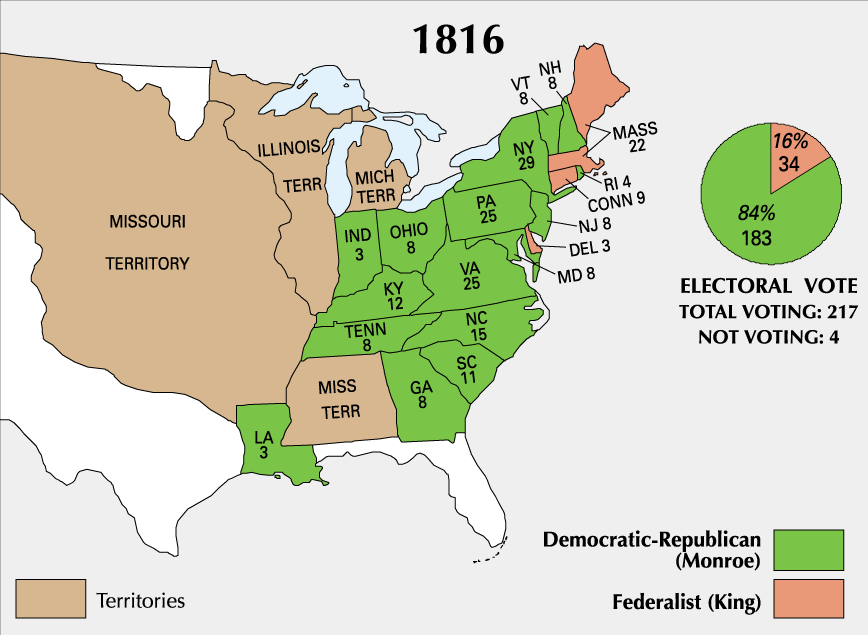

Khi phiếu bầu được kiểm, Monroe đã thắng tất cả, trừ ba trong số mười chín tiểu bang. King nghĩ rằng một chiến thắng của Monroe là không thể tránh khỏi, và không nghiêm túc tranh cử.
Mỗi bang trong số ba bang mà King giành được đều bầu chọn một người khác nhau cho vị trí phó tổng thống. Các đại cử tri Massachusetts đã bỏ phiếu cho cựu Thượng nghị sĩ Hoa Kỳ (và Thống đốc tương lai) John Eager Howard của Maryland. Delaware đã chọn một người Maryland khác, đang giữ chức Thượng nghị sĩ Hoa Kỳ Robert Goodloe Harper. Connecticut đã chia phiếu bầu giữa James Ross của Pennsylvania và Chánh án John Marshall.
Maryland đã không chọn các đại cử tri của mình; đúng hơn, nó tự chia thành các khu vực bầu cử, với mỗi khu vực chọn một đại cử tri. Ba trong số mười một quận của Maryland đã được giành bởi các đại cử tri Liên bang. Tuy nhiên, những đại cử tri này đã không bỏ phiếu cho King hoặc cho một đề cử phó tổng thống Liên bang, thay vào đó bỏ phiếu trắng như một cuộc phản đối.
| Ứng cử viên tổng thống | Buổi tiệc             | Tiểu bang nhà      | Bình chọn phổ biến | Bình chọn phổ biến | Bầu cử bỏ phiếu | Đồng ứng cử                | Đồng ứng cử    | Đồng ứng cử      |
| Ứng cử viên tổng thống | Buổi tiệc             | Tiểu bang nhà      | Số phiếu           | %                  | Bầu cử bỏ phiếu | Ứng cử viên phó tổng thống | Trạng thái nhà | Phiếu đại cử tri |
| ---------------------- | --------------------- | ------------------ | ------------------ | ------------------ | --------------- | -------------------------- | -------------- | ---------------- |
| James Monroe           | Đảng Dân chủ Cộng hòa | Virginia           | 76.592             | 68,2%              | 183             | Daniel D. Tompkins         | New York       | 183              |
| Rufus King             | Đảng Liên bang        | New York           | 34.740             | 30,9%              | 34              | John Eager Howard          | Maryland       | 22               |
| Rufus King             | Đảng Liên bang        | New York           | 34.740             | 30,9%              | 34              | James Ross                 | Pennsylvania   | 5                |
| Rufus King             | Đảng Liên bang        | New York           | 34.740             | 30,9%              | 34              | John Marshall              | Virginia       | 4                |
| Rufus King             | Đảng Liên bang        | New York           | 34.740             | 30,9%              | 34              | Robert Goodloe Harper      | Maryland       | 3                |
| Không tham gia bầu cử  | N/A                   | N / A              | 1,038              | 0,9%               | 0               | N / A                      | N / A          | 0                |
| Tổng cộng              | Tổng cộng             | Tổng cộng          | 112.370            | 100%               | 217             |                            |                | 217              |
| Cần để chiến thắng     | Cần để chiến thắng    | Cần để chiến thắng | Cần để chiến thắng | Cần để chiến thắng | 109             |                            |                | 109              |

| \| Phiếu Phổ thông \| Phiếu Phổ thông \| Phiếu Phổ thông \| Phiếu Phổ thông \| Phiếu Phổ thông \| \| --------------- \| --------------- \| --------------- \| --------------- \| --------------- \| \| \| \| \| \| \| \| Monroe \| Monroe \| \| 68.2% \| 68.2% \| \| King \| King \| \| 30.9% \| 30.9% \| |        |  |       |       |
| Phiếu Phổ thông |        |  |       |       |
| |        |  |       |       |
| Monroe | Monroe |  | 68.2% | 68.2% |
| King | King   |  | 30.9% | 30.9% |

| \| Phiếu Đại cử tri bầu Tổng thống \| Phiếu Đại cử tri bầu Tổng thống \| Phiếu Đại cử tri bầu Tổng thống \| Phiếu Đại cử tri bầu Tổng thống \| Phiếu Đại cử tri bầu Tổng thống \| \| ------------------------------- \| ------------------------------- \| ------------------------------- \| ------------------------------- \| ------------------------------- \| \| \| \| \| \| \| \| Monroe \| Monroe \| \| 82.8% \| 82.8% \| \| King \| King \| \| 15.4% \| 15.4% \| \| Không tham gia bầu cử \| Không tham gia bầu cử \| \| 1.8% \| 1.8% \| |                       |  |       |       |
| Phiếu Đại cử tri bầu Tổng thống |                       |  |       |       |
| |                       |  |       |       |
| Monroe | Monroe                |  | 82.8% | 82.8% |
| King | King                  |  | 15.4% | 15.4% |
| Không tham gia bầu cử | Không tham gia bầu cử |  | 1.8%  | 1.8%  |

| \| Phiếu Đại cử tri bầu Phó Tổng thống \| Phiếu Đại cử tri bầu Phó Tổng thống \| Phiếu Đại cử tri bầu Phó Tổng thống \| Phiếu Đại cử tri bầu Phó Tổng thống \| Phiếu Đại cử tri bầu Phó Tổng thống \| \| ----------------------------------- \| ----------------------------------- \| ----------------------------------- \| ----------------------------------- \| ----------------------------------- \| \| \| \| \| \| \| \| Tompkins \| Tompkins \| \| 82.8% \| 82.8% \| \| Howard \| Howard \| \| 10.1% \| 10.1% \| \| Ross \| Ross \| \| 2.3% \| 2.3% \| \| Marshall \| Marshall \| \| 1.8% \| 1.8% \| \| Harper \| Harper \| \| 1.4% \| 1.4% \| \| Không tham gia bầu cử \| Không tham gia bầu cử \| \| 1.8% \| 1.8% \| |                       |  |       |       |
| Phiếu Đại cử tri bầu Phó Tổng thống |                       |  |       |       |
| |                       |  |       |       |
| Tompkins | Tompkins              |  | 82.8% | 82.8% |
| Howard | Howard                |  | 10.1% | 10.1% |
| Ross | Ross                  |  | 2.3%  | 2.3%  |
| Marshall | Marshall              |  | 1.8%  | 1.8%  |
| Harper | Harper                |  | 1.4%  | 1.4%  |
| Không tham gia bầu cử | Không tham gia bầu cử |  | 1.8%  | 1.8%  |